# Estenostòmids
Els estenostòmids (Stenostomidae) constitueixen una família de turbel·laris de l'ordre dels catenúlides. Stenostomidae també és un sinònim de Leptotyphlopidae.